# 모리모토정
모리모토정(森本町)은 이시카와현 가호쿠군에 설치되었던 정이다.

## 지리
서쪽은 가호쿠석에 접했으며 논이 펼쳐진 평야였다. 동쪽은 모리시타 강 사이에 도야마 현 경계에 접했다. 
메이지 시대 말기, 다이쇼 시대 이후에는 모리모토 역을 중심으로 발전하였다.
- 현재는 호쿠리쿠 자동차도가 동서로 지나고, 가나자와 모리모토 나들목, 후도지 파킹 에어리어에서 도야마현 경계에 있는 다카쿠보 터널에 걸친 구간이 모토마치에 해당한다.

## 역사
- 1954년 6월 1일 - 오바촌, 핫타촌, 하나조에촌, 미타니촌, 모리모토촌을 합병해 성립하였다. 이후 오이자 미로쿠나와테가 미로쿠로 개칭하였다.
- 1954년 12월 - 오이자 아사노타니가 쓰바타정에 편입하였다.
- 1954년 10월 1일 - 오이자 무카이야마가 분리하여 오이자 아사히의 일부가 되었다.
- 1962년 1월 1일 - 가나자와시에 편입하였다. 이하의 8개의 오이자는 마을명을 변경하여, 후의 63개 오이자는 그대로 가나자와시의 마을명으로 계승하였다.
  - 미나미모리시타 → 미나미모리시타정
  - 기타모리시타 → 기타모리시타정
  - 와쿠나미 → 가미와쿠나미정 （와쿠나미정이 있었기 때문）
  - 쇼부타니 → 쇼부정
  - 나루세 → 나라세모토정 （같은 정（현：히가시켄로쿠정）이 있었기 때문）
  - 야하타 → 하나조노야하타정 （야하타정（현：히가시야마 1초메）이 있었기 때문）
  - 아사히 → 가가아사히정 （같은 정이 있었기 때문）
  - 아사노 → 아사오카정 （아사노정（현：오바세정、쇼에이정）이 있었기 때문）

## 오락
- 모리모토 회관 - 영화관

## 명소·옛터·관광지
- 온천 : 모리모토 온천, 아오이 온천, 후카야 온천, 야쿠시가오카 온천